# 1988年电子游戏界

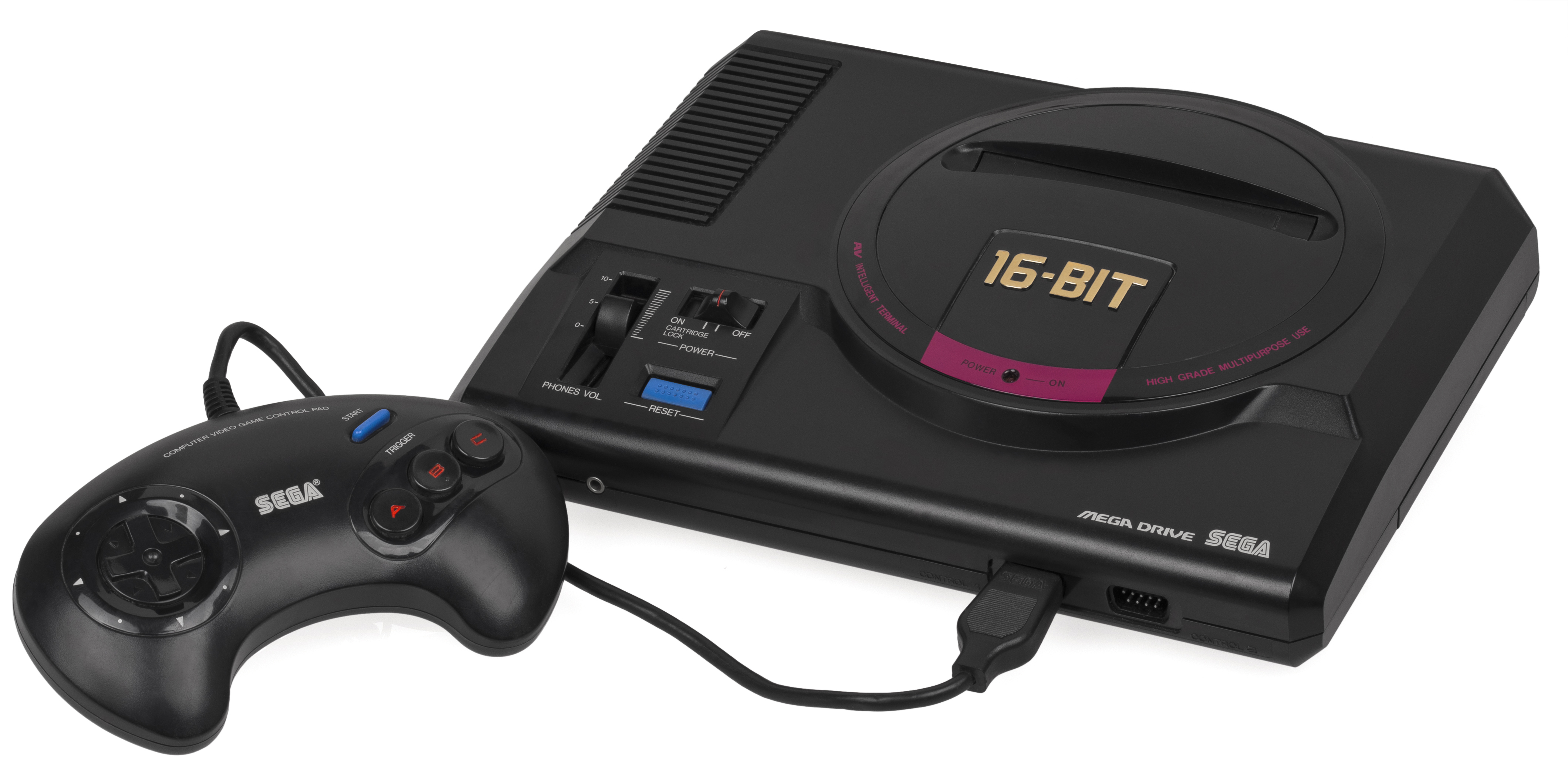
1988年電子遊戲界的典型遊戲機：Mega Drive

## 事件
- 6月 任天堂发行了Nintendo fun club news最后一刊。
- 7月 任天堂於北美地區（美國和加拿大）发行了杂志《任天堂力量》首刊。
- 《Out Run》赢得了1987年的金摇杆奖的年度最佳（英语：List of Game of the Year awards）。

## 商业
- 新公司：亞克系統、DMA Desigh（2002年更名為Rockstar North）、Eurocom（英语：Eurocom）、Image Works（英语：Image Works）、KID、Koeo、Stormfront（英语：Stormfront Studios）、Visual Concepts、Walt Disney Computer Software（英语：Walt Disney Computer Software）、大宇資訊
- 关闭：Sente Technologies（英语：Bally Sente）、Aackosoft（英语：Aackosoft）和Coleco.
- 动视更名为Mediagenic.
- 任天堂对Camerica（英语：Camerica）诉讼：任天堂控告Camerica（英语：Camerica）对其为红白机平台所配的Advantage（英语：NES Advantage）手柄进行克隆制作。

## 知名产品
- 1月8日，科樂美发行了《超级魂斗罗》，以及北美和欧洲地区红白机版本的《合金装备》。
- 2月10日，艾尼克斯发行了《勇者鬥惡龍III 接著邁向傳說》。
- 4月，南梦宫发行了《Assault（英语：Assault (arcade game)）》，这是第一款使用精灵和背景的硬件旋转游戏。
- 7月20日，卡普空在红白机发行了《Bionic Commando（英语：Bionic Commando）》，这款游戏是根据1987年同名街机游戏而制作。
- 8月，世嘉发行了《兽王记》，之后移植至Mega Drive。在北美和欧洲以打包形式在平台出现。
- 10月5日，Origin Systems发行了《创世纪V: Warriors of Destiny（英语：Ultima V: Warriors of Destiny）》。这是第一款《創世紀系列》引入白天和黑夜交替的时间系统以及为非玩家角色安排日常安排的游戏。
- 10月9日，任天堂修改了《夢工廠悸動恐慌》，并且以《Super Mario Bros. 2》在北美和欧洲地区Nintendo Entertainment System发行。本游戏在1992年9月14日以（超级马里奥USA）在日本地区发行。
- 10月23日，任天堂在日本地区红白机发行了《超級瑪利歐兄弟3》。
- 12月1日，任天堂在北美发行了《林克的冒險》。本游戏在将近2年前已在日本地区FC磁碟機发行。甚至在北美地区看到首作《塞尔达传说》之前。
- 12月9日，特库摩在红白机发行了《忍者外傳系列》。
- 12月17日，史克威爾在FC磁碟機发行了《最终幻想II》，是其最終幻想系列第二作。
- 12月24日，卡普空在日本地区发行了《洛克人2 威利博士之謎》。这款游戏至2006年成为洛克人系列中最高售出纪录。共售出150万份。它荣登任天堂力量最佳200款任天堂游戏列表第33位。
- 12月，卡普空发行了《大魔界村》，是其魔界村的续作以及是《魔界村系列》的第二作。
- 12月，南梦宫发行了《Winning Run（英语：Winning Run）》，第一款具有三维计算机图形的街机竞速游戏。
- 12月，Technōs Japan发行了《雙截龍II 復仇》，是前一年发行的《双截龙》第一个续作。
- 南梦宫发行了《World Stadium（英语：World Stadium）》、《Berabow Man（英语：Berabow Man）》、《Marchen Maze（英语：Marchen Maze）》、《Bakutotsu Kijuutei（英语：Bakutotsu Kijuutei）》，其为《Baraduke（英语：Baraduke）》的续作、《Ordyne（英语：Ordyne）》、《Metal Hawk（英语：Metal Hawk）》、《World Court（英语：World Court (arcade game)）》、《Splatterhouse（英语：Splatterhouse）》，其是第一款能够得到家长建议的免责声明游戏、《Mirai Ninja（英语：Mirai Ninja (video game)）》、《Face Off（英语：Face Off (arcade game)）》和《Phelios（英语：Phelios）》。
- 《Pool of Radiance（英语：Pool of Radiance）》 （SSI），第一个金盒子游戏；第一个以《Advanced Dungeons & Dragons（英语：Advanced Dungeons & Dragons）》为基础的电脑角色扮演游戏。
- Superior Software（英语：Superior Software）在Acorn Electron（英语：Acorn Electron）和BBC Micro上发行了《Exile（英语：Exile (1988 video game)）》。一个复杂的街机冒险。游戏具有全物理引擎，之后移植至Amiga、雅達利ST和C64。
- 世嘉在日本之外地区的世嘉Master System发行了梦幻之星。这是公司最为成功的電子角色扮演遊戲系列的第一作。
- 艺电在Apple II发行了《John Madden Football》。开始了其高度成功的美式足球游戏。
- Micronics（英语：Micronics）在12月发行了《'89 Dennou Kyuusei Uranai》，这个能够让玩家预计他们在1989年的生活会如何。
- Martech在ZX Spectrum发行了《Rex（英语：Rex (video game)）》，一个具有多种武器提升的机动灵活类型的游戏。

### 硬件
- 10月29日 Mega Drive在日本地区发行。
- 任天堂购入万代的《Family Trainer》的权力，并且以《Power Pad（英语：Power Pad）》重新发行。
- 南梦宫发行了Namco System 21（英语：Namco System 21），第一款特别为三维计算机图形设计的街机主板。